# Станоје Симић
Станоје Симић (Београд, 29. јул 1893 — Београд, 26. фебруар 1970) био је српски и југословенски правник, дипломата и политичар.

## Биографија
Рођен је у породици професора, народног посланика и дипломате Светислава Симића. Школовао се у Београду и Пироту. Правни факултет завршио је 1919. у Београду. Током 1915. штампао је Југословенски гласник, за који је писао и чланке. После рата започео је дипломатску каријеру. Био је на разним дужностима у Бриселу, Будимпешти, Тирани, Корчи, Задру, Паризу, Братислави, Анкари, Стокхолму.
Учествовао у ослободилачким ратовима Србије од 1912. до 1918. Дипломатски чиновник од 1920. Вицеконзул у Корчи (Албанија) од јула 1923. Вицеконзул у Задру од августа 1927. Секретар у Министарству иностраних дела од јануара 1932. Саветник у Министарству иностраних дела од маја 1934. Саветник посланства у Паризу од 1935. Пензионисан 1938. Поново враћен у службу 1939. године. Југословенска Краљевска влада именовала га је 1942. године за посланика, а од 1943. године за амбасадора у Совјетском Савезу. Амбасадор ДФЈ у Вашингтону од априла 1945.
Министар иностраних послова од 1. фебруара 1946. до 31. августа 1948.
Министар у Влади ФНРЈ од 1948. до 1953.
Народни посланик у Већу народа Савезне народне скупштине од 30. новембра 1945. до 1953.
Као амбасадор у САД потписао, у име ДФЈ, Повељу Уједињених нација.